# Gershon Koffie
 Gershon Koffie  (Koforidua, Ghana; 25 de agosto de 1991) es un futbolista ghanés. Juega de centrocampista, y su equipo actual es el Hapoel Kfar Saba de la Liga Premier de Israel.

## Clubes
| Club                   | País           | Año         |
| ---------------------- | -------------- | ----------- |
| Vancouver Whitecaps    | Canadá         | 2011 - 2016 |
| New England Revolution | Estados Unidos | 2016        |